# Biblioteca de Montserrat
La biblioteca de Montserrat se encuentra dentro de las pertenencias del Monasterio de Montserrat, y consta que ya desde la fundación del monasterio en el siglo XI d. C., la existencia de obras manuscritas y, desde el siglo XII d. C., Montserrat tuvo su propio scriptorium, muy activo en los siglos XIV d. C. y XV d. C..

## Resumen histórico
La inauguración de un taller tipográfico en Montserrat, promovido por el  abad Cisneros en 1499, favoreció la difusión cultural del monasterio.
Durante los siglos XVII d. C. y XVIII d. C., la biblioteca creció y diversificó sus fondos hasta llegar a reunir, según consta, miles de obras en sus estanterías. El momento más trágico de su historia ocurrió durante las guerras napoleónicas, cuando en 1811 el monasterio fue destruido y se perdió la mayor parte de su tesoro bibliográfico.

## La biblioteca actual
La biblioteca actual tiene su inicio a finales del siglo XIX d. C. y, de manera particular, creció durante el abadiado del padre Antoni Maria Marcet (1913-1946). En pocos años el fondo de la biblioteca pasó de quince mil volúmenes a la cifra aproximada de ciento cincuenta mil.
La guerra civil española, primero, y después la Segunda Guerra Mundial interrumpieron o al menos dificultaron las adquisiciones. Posteriormente, en los últimos decenios, ha sido posible duplicar sus fondos.

### Los fondos
Destacan las secciones de filosofía, teología, ciencias bíblicas, patrología, liturgia, música e historia del arte. Asimismo sus apartados de historia general universal, en particular medieval y de Europa, de historia de Cataluña y países de la Corona de Aragón, con un fondo de historias locales y de la guerra civil de España.
- Monografías: 330 000
- Publicaciones periódicas: 6000
- Manuscritos: 1500
- Incunables: 400
- Siglo XVI d. C.: 3700
- Grabados: 18 000
- Mapas antiguos: 500